# Garrett Birkhoff
Garrett Birkhoff (Princeton, 19 gennaio 1911 – Water Mill, 22 dicembre 1996) è stato un matematico statunitense, noto soprattutto per i suoi contributi all'algebra astratta e all'insegnamento.

## Biografia
Figlio del matematico George David Birkhoff, iniziò a frequentare l'Università di Harvard nel 1928, dopo aver ricevuto meno di sette anni di istruzione formale. Completati gli studi ad Harvard nel 1932, si spostò all'università di Cambridge in Inghilterra per studiare fisica matematica ma decise poi di dedicarsi all'algebra astratta sotto la guida di Philip Hall. Durante un periodo trascorso in visita all'Università di Monaco, incontrò Constantin Carathéodory che gli segnalò due testi importanti sull'algebra astratta e sulla teoria dei gruppi, rispettivamente di Bartel van der Waerden e di Andreas Speiser.
Birkhoff non ottenne mai il PhD, un titolo accademico inglese che all'epoca non aveva una particolare rilevanza, e addirittura non ottenne neppure il titolo di Master of Arts. Tuttavia, essendo stato membro della Harvard's Society of Fellows nel periodo 1933-36, passò il resto della sua carriera insegnando ad Harvard. Da questi fatti si può intuire quale fosse il numero e la qualità degli articoli di Birkhoff pubblicati entro il venticinquesimo anno di vita.
Durante gli anni trenta, Birkhoff, insieme ai suoi colleghi dell'università di Harvard, Marshall Stone e Saunders Mac Lane, fece progredire in modo sostanziale l'insegnamento e lo studio dell'algebra astratta negli Stati Uniti. Nel 1941 insieme a MacLane pubblicò A Survey of Modern Algebra, il primo libro di testo per gli studenti universitari sull'argomento in lingua inglese. Un insieme di lavori scritti negli anni trenta, culminati nella monografia Lattice Theory (1940), trasformò la teoria dei reticoli in una delle principali branche dell'algebra astratta. Il suo articolo "On the Structure of Abstract Algebras", pubblicato nel 1935, diede inizio ad una nuova branca della matematica, l'algebra universale. L'approccio di Birkhoff verso questo argomento fu influenzato dall'omonima monografia di Alfred North Whitehead, il Trattato di algebra universale, pubblicato nel 1898.
Durante e dopo la seconda guerra mondiale, gli interessi di Birkhoff si spostarono verso ciò che egli definì matematica ingegneristica. Durante il conflitto bellico lavorò ad applicazioni della matematica basate sull'uso del radar e nel campo della balistica. Questo periodo di lavoro, incentrato sullo sviluppo delle armi culminò, nei suoi testi sulla fluidodinamica Hydrodynamics (1950) e Jets, Wakes and Cavities (1957). Birkhoff fu amico di John von Neumann e si interessò da vicino alla nascita del calcolatore elettronico. Il suo lavoro di ricerca e di consulenza, specialmente per la General Motors, segnò l'inizio dell'uso dei metodi computazionali, come l'algebra lineare numerica e la rappresentazione delle curve mediante la spline cubica.
Birkhoff ha pubblicato oltre 200 articoli ed è stato relatore nella stesura di oltre 50 tesi di dottorato. È stato membro della National Academy of Science e della American Academy of Arts and Sciences.